# 华润蓝剑广安啤酒
华润蓝剑（广安）啤酒有限责任公司是华润雪花啤酒（中国）有限公司四川华润蓝剑啤酒总公司旗下的一家啤酒生产公司，位于中国四川省广安市武胜县沿口镇。公司现年生产能力达25万吨，产品为“雪花”、“蓝剑”系列啤酒。

## 历史
华润蓝剑（广安）啤酒有限责任公司的前身为武胜县啤酒厂，始建于1981年，后更名为四川豪士啤酒有限责任公司，曾是全国500家最大饮料企业之一。后来，四川豪士啤酒有限责任公司成为四川蓝剑饮品集团有限公司和华润雪花啤酒有限公司合资企业，名华润蓝剑（广安）啤酒有限责任公司。2007年，华润雪花收购蓝剑集团，华润蓝剑（广安）啤酒有限责任公司成为华润雪花的一家公司。